# Aricidea zelenzovi
Aricidea zelenzovi är en ringmaskart som beskrevs av Strelzov 1968. Aricidea zelenzovi ingår i släktet Aricidea och familjen Paraonidae. Inga underarter finns listade i Catalogue of Life.